# 吳綺莉
吳綺莉（英語：Elaine Wu Yi Lee，1972年9月23日—），香港女演員、主持人，生於香港，為1990年香港亞洲小姐競選冠軍。

## 背景

### 早年生活
吳綺莉早年在香港成長，就讀寄宿學校聖士提反書院附屬小學，10多歲開始與母親一同生活。中學期間移居加拿大，考得國際車牌。

### 演藝生涯
吳綺莉选美比赛後曾為亞洲電視拍下不少劇集，1991年4月因工作表現欠佳而遭到電視台停工兩星期，同期與二友電影製作有限公司簽了兩年電影片約踏足影壇。1998年轉投無綫電視，2010年重返無綫電視；2011年回到香港，擔任無綫生活台新節目《女人有話兒》主持，曾是無綫電視經理人合約女藝員，並參演連同苗僑偉、林峯、黃智賢、官恩娜及徐子珊合演的新劇《雷霆掃毒》。同年7月開始於商業電台與梁泰來一起主持節目《1圈圈》，3個月試用期滿未獲續約。吳綺莉與無綫電視經理人合約於2013年8月7日才正式到期，並且不再續約及合約完結、合約藝員結束後再次離開無綫電視，結束與無綫電視3年之賓主關係《雷霆掃毒》她為其無綫電視的告别作。
2013年，吳綺莉開始於DBC數碼電台與徐駿楠主持新節目《越界傾情》，以探究兩性情感為主題，首集並親自邀請邱淑貞講婆媳關係。2014年於香港有線電視與陳啟泰主持新節目《不老的傳說》。

### 個人生活
1999年2月，吳綺莉與當時已經是有婦之夫的成龍傳出緋聞，但當時兩人均矢口否認，澄清兩人關係只如兄妹。但在同年10月，吴绮莉被傳出已經懷孕四個月，並於香港無綫電視節目《全線大搜查》中接受獨家訪問時承認腹中骨肉是成龍的。吳其後誕下女兒吳卓林，而此場風波亦導致成吳二人名聲受損。2002年帶著女兒長居上海。
2020年9月7日，吳綺莉到筲箕灣警署，當中涉及港島區一宗交通事故。

### 與女兒的關係
吳綺莉與女兒吳卓林近年常有紛爭，而且被香港、台灣甚至其他外國傳媒報道。吳卓林於2017年4月2日由泰国回港住院後，兩者关係完全恶化。
2017年10月，17歲的女兒吳卓林宣布“出櫃”，在社交網站說“I'm gay”，並已找到工作開始賺錢，供養30歲的待業外籍女友Andi。及後吳綺莉接受訪問時表示，事前並不知情，因為女兒一向都有很多同性及異性的朋友，並表示對此必須適應，基本接受。只可以將事件看得美好一點，看得正面一點，其實什麼事，發生後都無法不接受，只可以考慮用什麼角度去看，現在只要知道女兒身體健康及安全便滿足。同年10月29日，吳綺莉報案，聲稱位於大坑的住所內一批財物不翼而飛，包括：兩隻價值約七萬港幣的戒指、兩支約值十萬港幣的結他及衣服。據知，警方曾聯絡吳卓林，她承認曾回家取物品。卓林隔日回應，指曾與母親說過要回家取東西，此事件令兩母女關係再次處於膠着狀態。
2018年4月，網上流傳一段女兒吳卓林於網上與外籍女友Andi的一段影片，內容提到兩人幾個月來無家可歸，並流落加拿大街頭，向警察等組織求助亦無下文，並表示自己是成龍的女兒，希望父親能給贍養費幫助她們。

### 政治立場
吳綺莉曾與約2600名文藝界從業者聯署支持港版國安法。

## 演出作品

### 電視劇（亞洲電視）
| 首播时间 | 劇名     | 角色          | 性質   |
| -------- | -------- | ------------- | ------ |
| 1991年   | 中環英雄 | 馬詩婷 (Noel) | 女主角 |
| 1991年   | 勝者為王 | 聶希桐        |        |

### 電視劇（無綫電視）
| 首播时间 | 劇名               | 角色                | 性質       |
| -------- | ------------------ | ------------------- | ---------- |
| 1998年   | 難兄難弟之神探李奇 | 邵芳芳              |            |
| 1999年   | 吾係差人           | 張明蔚              |            |
| 1999年   | 非常保鑣           | 邱若琳              |            |
| 2000年   | 男親女愛           | Joyce Lee (李小姐)  | 單元女主角 |
| 2001年   | 廉政追击之盗码追踪 | 莫小芝              | 單元女主角 |
| 2002年   | 法網伊人           | 陳小玲 (Martha)     |            |
| 2012年   | 雷霆掃毒           | 于詠彤 (Helen、Madam于) |            |

### 電視劇（香港電台）
| 首播时间 | 劇名                            | 角色        | 性質     |
| -------- | ------------------------------- | ----------- | -------- |
| 2015年   | 獅子山下#獅子山下2015：兩個月亮 | Maya 的母親 | 單元女角 |

### 電視劇（中国大陆）
| 首播时间 | 劇名       | 角色 | 性質 |
| -------- | ---------- | ---- | ---- |
| 1993年   | 海马歌舞厅 |      |      |

### 電視劇（ViuTV）
| 首播时间 | 劇名                      | 角色       | 性質     |
| -------- | ------------------------- | ---------- | -------- |
| 2019年   | 理想國 第一集《苟延殘喘》 | 母親       | 單元女角 |
| 2021年   | 太平紋身店                | 白 玫/茉莉 |          |

### 電視電影
| 首播时间 | 片名       | 角色   | 性質 |
| -------- | ---------- | ------ | ---- |
| 1995年   | 黄飞鸿新传 | 吴梦贞 |      |
| 2001年   | 亲子大绑架 |        |      |

### 電影
| 首播时间 | 片名               | 角色        | 性質 |
| -------- | ------------------ | ----------- | ---- |
| 1992年   | 色魔抓狂           |             |      |
| 1992年   | 92應召女郎         |             |      |
| 1992年   | 飛女正傳           |             |      |
| 1992年   | 兩屋一妻           |             |      |
| 1993年   | 夜迷情             | 杜菁菁      |      |
| 1994年   | 青春火花           | 魔女隊隊長  |      |
| 1994年   | 點指兵兵之青年幹探 |             |      |
| 1994年   | 等愛的女人         | Elaine Koo  |      |
| 1995年   | 那有一天不想你     |             |      |
| 1997年   | 南海十三郎         | 莉莉 (Lily) |      |
| 2001年   | 天使特務之黑日追擊 |             |      |

## 主持作品

### 綜藝節目（無綫電視）
| 首播时间 | 節目名                             |
| -------- | ---------------------------------- |
| 1998年   | 《永安旅遊話你知：點解東歐咁好玩》 |
| 1999年   | 《永安旅遊話你知：點解日本咁好玩》 |
| 2011年   | 《女人有话儿》                     |

### 綜藝節目（DBC數碼電台）
| 首播时间 | 節目名       |
| -------- | ------------ |
| 2013年   | 《越界傾情》 |

### 綜藝節目（有線電視）
| 首播时间 | 節目名         |
| -------- | -------------- |
| 2014年   | 《不老的傳說》 |

## 獎項
- 一九九〇亞洲小姐競選：冠軍
- 一九九〇亞洲小姐競選：親善小姐

## 外部連結
- 吳綺莉的Facebook專頁
- 吳綺莉的新浪微博
- 吳綺莉在互联网电影资料库（IMDb）上的資料（英文）
- 吳綺莉在香港影庫上的簡介
- 吳綺莉在豆瓣上的资料（简体中文）
- 吳綺莉在时光网上的簡介（简体中文）

| 前任： 翁虹 | 亞洲小姐競選冠軍 1990年 | 繼任： 羅霖 |